# سيانيدين

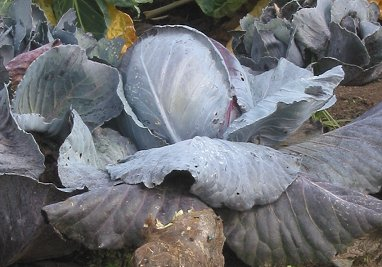
الكرنب الأحمر.

سيانيدين (Cyanidin) هي مادة لونية تنتمي إلى مجموعة مواد أنثوسيانيدين ، من ضمنها كلوريد السيانيدين القابل للذوبان في الماء.  تستخدم مادة السيانيدين كمؤشر كيميائي، حيث أن كاتيون فلافيليوم Flavylium يكون لونه أحمر عند الأس الهيدروجيني pH 6–6,5 ويتحول إلى ناتج ذو لون بنفسجي له بنية كينون بسبب فقده ذرات هيدروجين. وعند pH=8 يتحول الكينون عن طريق فقد ذرة هيدروجين أخرى إلى اللون الأزرق. وعند pH أعلى من ذلك تظهر مستخلصات من الخمان (نبات) و الكرنب الأحمر لونا  أخضرا. 
السيانيدين هو  مادة هامة في غذاء الجسم وهو يوجد في الرمان و أنواع التوت السوداء والحمراء و الكريز . 
  كما يوجد أيضا في بعض الفواكه مثل التفاح والبرقوق ، ويوجد في الكرنب الأحمر والبصل الأحمر.
لونه يميل إلى الأحمر البنفسجي ، ويتغير هذا اللون بحسب تغير قيمة الأس الهيدروجيني pH، أي يتغير لونه بحسب حموضية أو قلوية محلول . فيكون لونه أحمرا عند pH < 3 , ويتحول إلى البنفسجي عند قيمة pH 7-8 , ويتحول إلى اللون الأزرق عند pH > 11.
ويوجد السيانيدين أيضا في حبوب وقشر بعض الفواكه.

## أهميته لجسم الإنسان
السيانيدين مثله كمثل الأنثوسيانيدين يعمل على تطهير جسم الإنسان من الجذور الحرة، فهو يعتبر مضاد أكسدة. فهو يحمي الجسم من مساويء الأكسدة ويقي بذلك من الإصابة بالسرطان وأمراض الأوعية الدموية.
كما تشير بعض الفحوصات إلى أن تعاطي مأكولات غنية بالسيانيدين تمنع السمنة وتمنع الإصابة بمرض السكري ، وكذلك له مفعول مهديء للالتهابات . 

## تغير لون السيانيدين

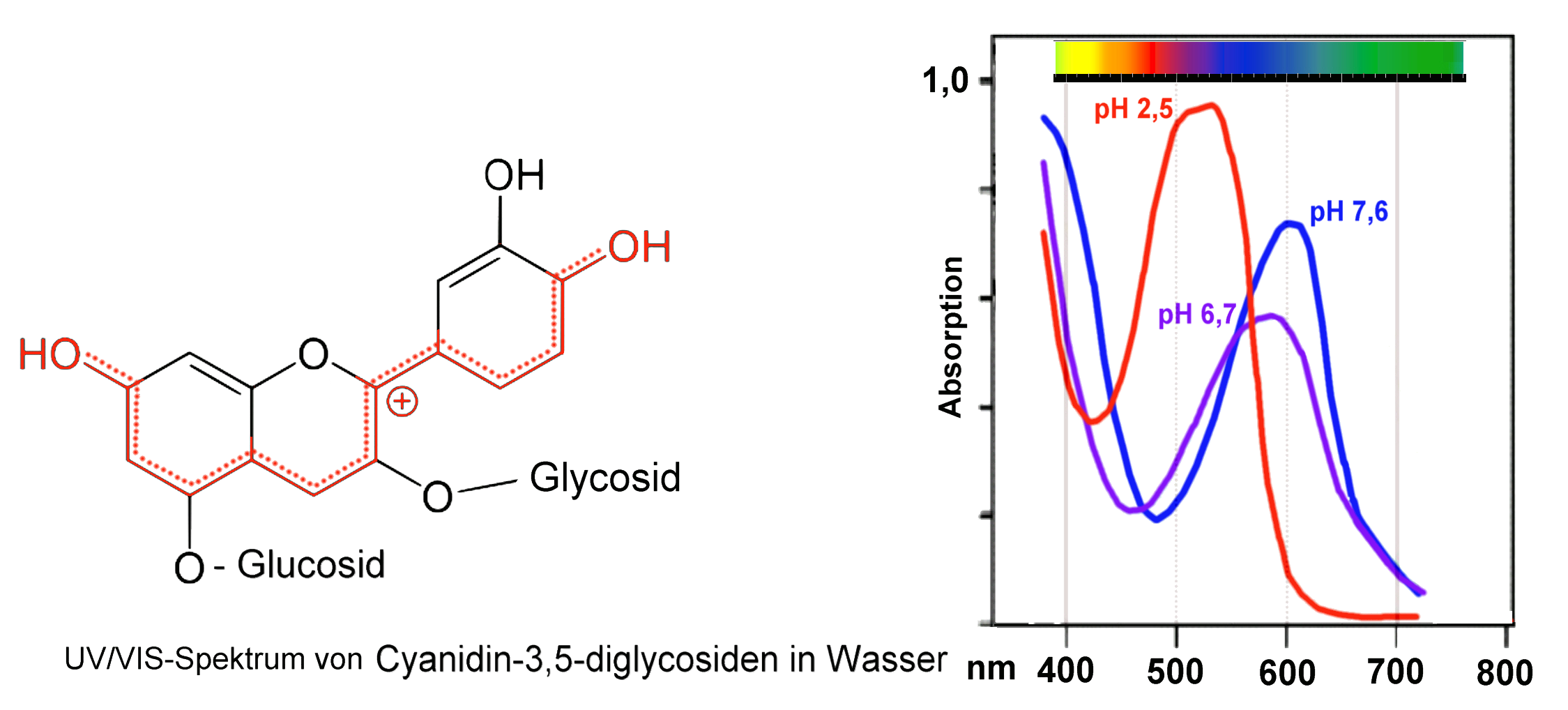

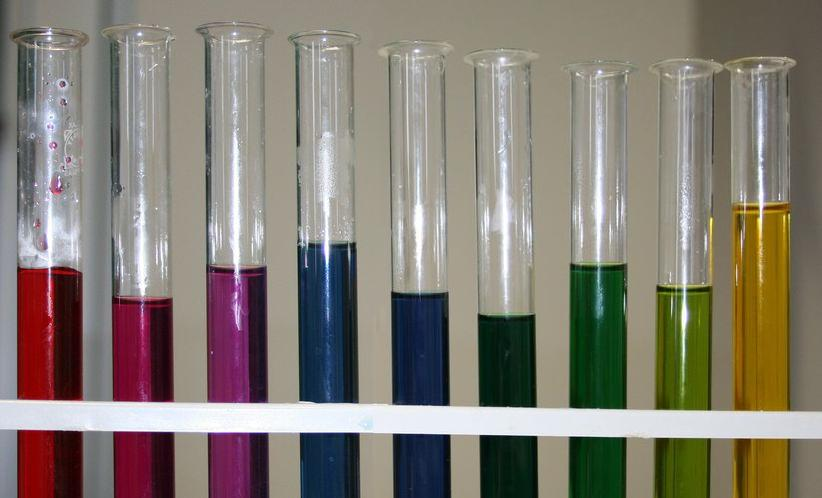
pH : 1 - 3 - 5 - 7 - 8 - 9 - 10 - 11 - 13

## سيانيدين البصل الأحمر

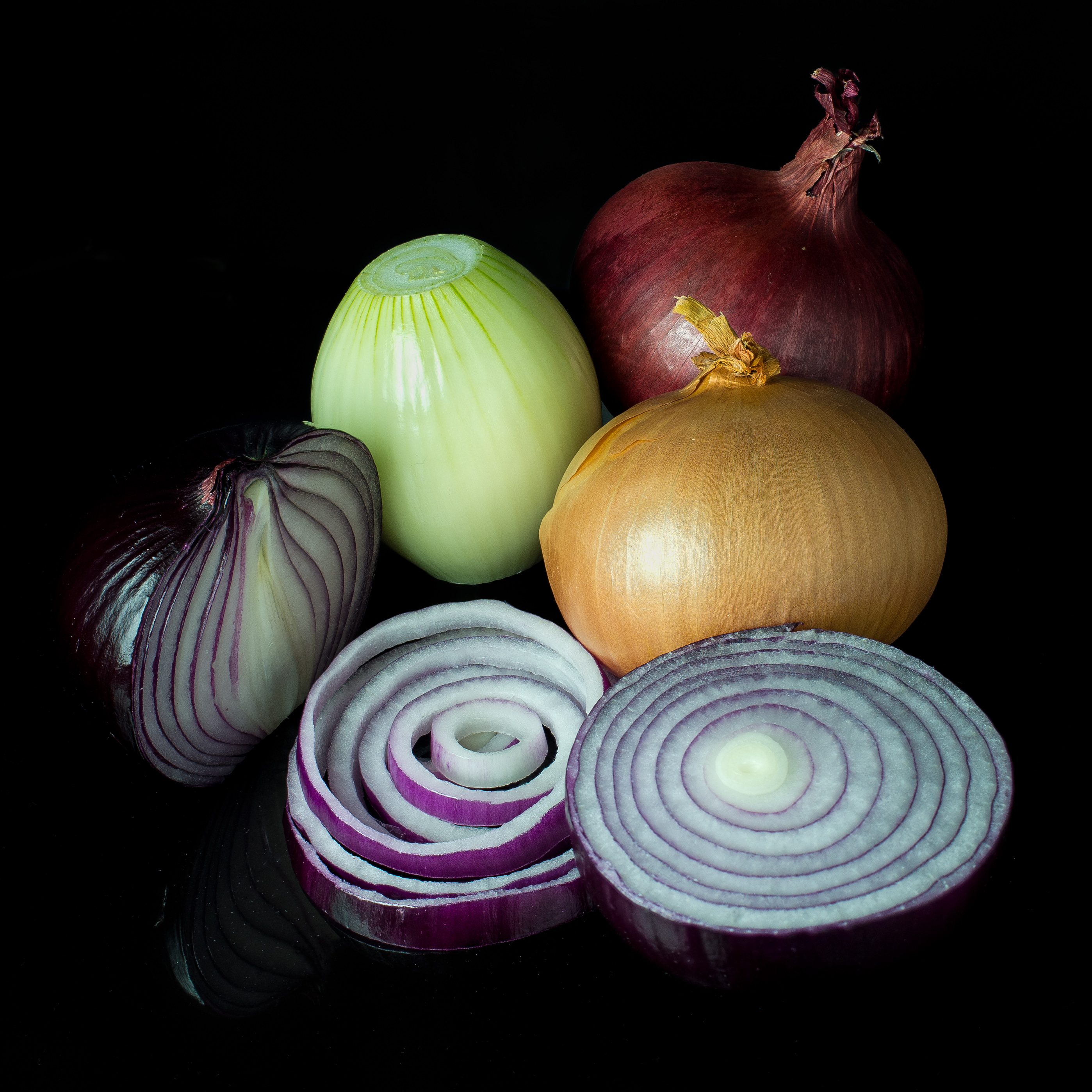
بصل من ضمنه بصل أحمر.

- Cyanidin 3,4′-di-O-β-glucopyranoside,

سيانيدين  بصل أحمر

## اقرأ أيضا
- خضروات
- مؤشر الأس الهيدروجيني
- بنزين (حلقة)
- أنثوسيان
- كاروتينات
- بيتالين